# 게임 디벨로퍼스 초이스 어워드
게임 디벨로퍼스 초이스 어워드(영어: Game Developers Choice Awards)는 우수한 게임 개발자와 비디오 게임을 대상으로 게임 개발자 회의가 매년 수여하는 상이다. 2001년 전에는 1997년부터 1999년까지 스포트라이트 어워드라는 상을 수여했다.